# Scotopteryx arrhodea
Scotopteryx arrhodea är en fjärilsart som beskrevs av Louis Beethoven Prout 1939. Scotopteryx arrhodea ingår i släktet backmätare, och familjen mätare. Inga underarter finns listade.